# Staatsrat (Griechenland)

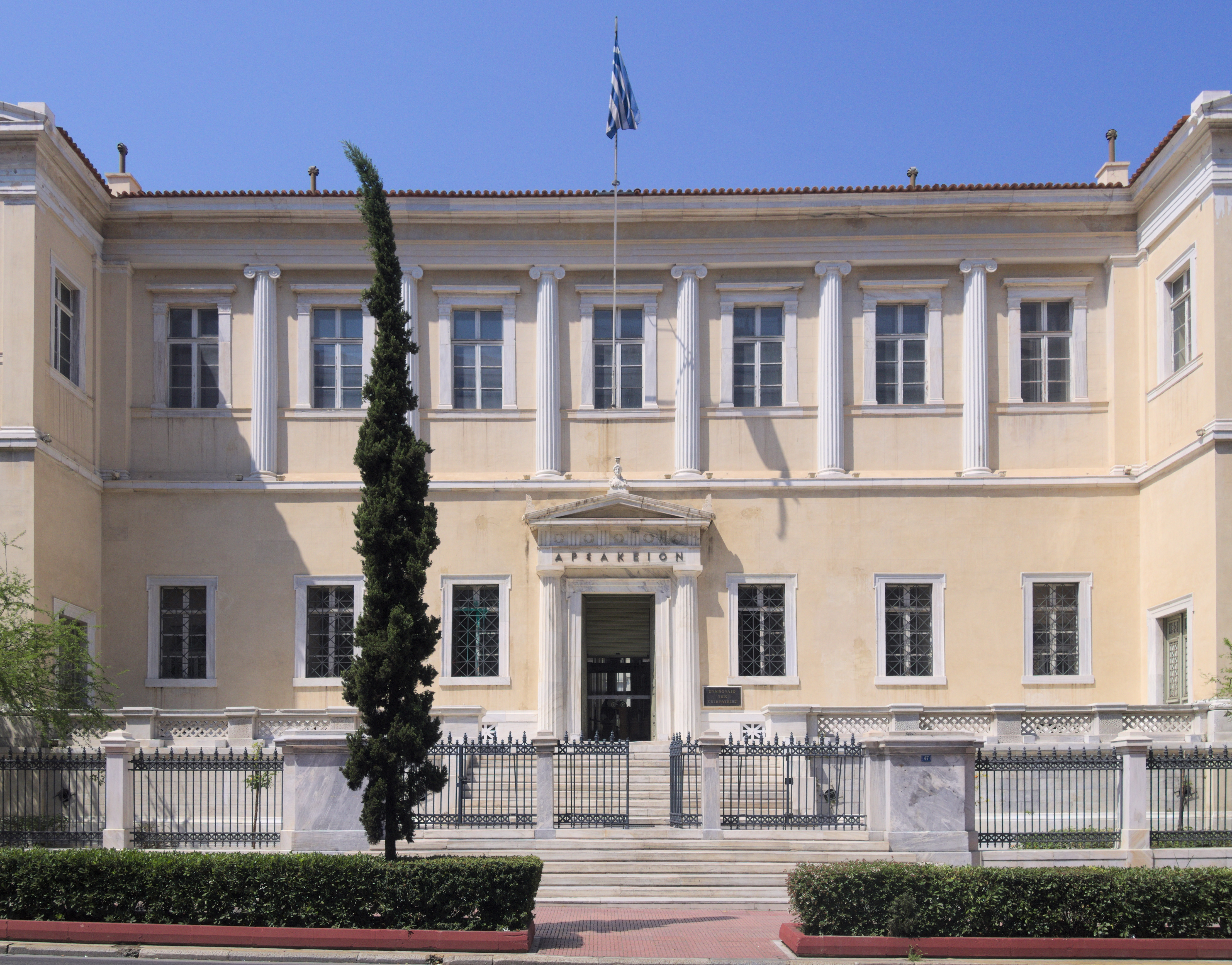
Gebäude des Staatsrats in der Odos Panepistimiou in Athen.

Der griechische Staatsrat (griechisch Συμβούλιο της Επικρατείας Symvoulio tis Epikratias) ist das oberste Verwaltungs- sowie Verfassungsgericht der Republik Griechenland. 
Der Staatsrat, das oberste Zivil- und Strafgericht Areopag und der Rechnungshof sind die drei obersten Gerichte Griechenlands.
Der griechische Staatsrat ist Mitglied der Vereinigung der Staatsräte und der Obersten Verwaltungsgerichte der Europäischen Union sowie der Internationalen Vereinigung der Obersten Verwaltungsgerichte.

## Zuständigkeit
Der Staatsrat ist die oberste der drei Instanzen der Verwaltungsgerichtsbarkeit. Die Verwaltungsgerichte entscheiden über sämtliche öffentlich-rechtlichen Streitigkeiten wie etwa über steuerrechtliche Streitigkeiten, Beamtenrechtsstreitigkeiten, Sozialversicherungsklagen, Staatshaftungsklagen, Klagen wegen öffentlicher Ausschreibungen und generell Klagen auf Aufhebung von Verwaltungsentscheidungen. Über Klagen, mit denen Verwaltungsakte wegen Kompetenzüberschreitung angefochten werden, entscheidet der Staatsrat in erster und letzter Instanz. Sonst hat er über die Revisionen gegen verwaltungsgerichtliche Entscheidungen der Vorinstanzen zu entscheiden.
Schließlich obliegt dem Staatsrat die gutachterliche Bearbeitung der präsidialen Rechtsverordnungen hinsichtlich ihrer Rechtmäßigkeit.

## Geschichte
In seiner heutigen Form war der griechische Staatsrat erstmals in der Verfassung von 1911 vorgesehen; er nahm seine Tätigkeit im Jahre 1929 auf. Zuvor gab es zweimal eine Institution mit der Bezeichnung „Staatsrat“: Im Jahre 1833 wurde unter der absoluten Monarchie ein Staatsrat einerseits als beratendes Gremium und andererseits als Oberstes Verwaltungsgericht eingeführt. Dieser erste Staatsrat war schon seit 1835 tätig. Trotz seines aktiven Beitrags zu der Revolution des 3. September 1843 wurde er als ein Organ der absoluten Monarchie betrachtet, weshalb er durch die Verfassung von 1844 aufgelöst wurde. 
In der Verfassung von 1864 wurde die Wiedererrichtung des Staatsrates als ein nur für Gesetzesentwürfe zuständiges Gremium vorgesehen. Er war zwischen Februar und November 1865 tätig und wurde durch Entscheidung des Parlaments abgeschafft wurde, weil er von den Politikern jener Zeit weiterhin mit der Monarchie assoziiert wurde. 
Schließlich wurde die Institution des Staatsrates in der Verfassung von 1911 erneut geschaffen. Er sollte nach der Vorstellung der ersten Regierung von Eleftherios Venizelos einen grundsätzlichen Faktor zur Absicherung des Rechtsstaates darstellen. Vorbild war der französische Conseil d’État. Die grundsätzlichen Zuständigkeiten des neugegründeten Staatsrates bezogen sich auf die Bearbeitung von Gesetzentwürfen und Verordnungen sowie die Rechtsprechung im Bereich des Disziplinarverfahrens der Beamten. Die wichtigste Zuständigkeit des Staatsrates war aber die des obersten Verwaltungsgerichts.

## Besetzung
Der Staatsrat besteht aus dem Präsidenten, zehn Vizepräsidenten, 53 Ratsmitgliedern, 56 Beisitzern und 50 Assistenz-Richtern, die an der Ausübung der richterlichen Aufgaben beteiligt sind. Der Präsident und die Vizepräsidenten des Gerichts werden durch das Kabinett gewählt, die weiteren Richter werden durch den Obersten Richterrat des Staatsrates und der Verwaltungsgerichtsbarkeit befördert.
Der Staatsrat entscheidet in Fällen von besonderer Bedeutung und in Fällen, in denen die Verfassungsmäßigkeit von Gesetzen zu prüfen ist, als Plenum, sonst durch Senate, die jeweils mit einem Vizepräsidenten, zwei oder vier Ratsmitgliedern und zwei nicht stimmberechtigten Beisitzern besetzt sind.
Die Richter genießen sachliche und persönliche Unabhängigkeit. Sie sind nur der Verfassung und den verfassungsmäßigen Gesetzen unterworfen.

## Gebäude
Der Staatsrat hat seinen Sitz im „Arsakion“-Bau in der Odos Panepistimiou 47–49 im Zentrum Athens. Das klassizistische Gebäude wurde 1846–1852 von dem Architekten Lysandros Kaftanzoglou als Mädchenschule geplant. Mit Genehmigung von König Otto wurden Spolien vom Akropolisfelsen in den Bau integriert, jedoch bei der letzten Renovierung wieder an den Ursprungsort zurückgebracht und durch Repliken ersetzt.

## Präsidenten
- Michail Stasinopoulos (Μιχαήλ Στασινόπουλος, 1966–1969)
- Alexandros Dimitsas (Αλέξανδρος Δήμιτσας, 1969–1974)
- Georgios Marangopoulos (Γεώργιος Μαραγκόπουλος, 1974–1976)
- Othon Kyriakos (Όθων Κυριακός, 1976–1977)
- Nikolaos Bouropoulos (Νικόλαος Μπουρόπουλος, 1977–1981)
- Angelos Iatridis (Άγγελος Ιατρίδης, 1981–1983)
- Themistoklis Kourousopoulos (Θεμιστοκλής Κουρουσόπουλος, 1983–1988)
- Vasilios Rotis (Βασίλειος Ρώτης, 1988)
- Vasilios Botopoulos (Βασίλειος Μποτόπουλος, 1988–1999)
- Christos Geraris (Χρίστος Γεραρής, 1999–2005)
- Georgios Panagiotopoulos (Γεώργιος Παναγιωτόπουλος, 2005–2010)
- Panagiotis Pikrammenos (Παναγιώτης Πικραμμένος, 2010–16. Mai 2012)
- Konstantinos Menoudakos (Κωνσταντίνος Μενουδάκος,  17. Mai 2012–30. Juni 2013)
- Sotirios Rizos (Σωτήριος Ρίζος, 2013–2015)
- Nikolaos Sakellariou (Νικόλαος Σακελλαρίου, 2015–2018)
- Katerina Sakellaropoulou (Αικατερίνη Σακελλαροπούλου, 17. Oktober 2018–2020)